# Mr. Bungle (album)
Mr. Bungle – debiutancki album grupy Mr. Bungle Mike'a Pattona, wokalisty Faith No More. Wydany w 1991 roku nakładem Warner Bros. Records. Współproducentem albumu był John Zorn.
Po wydaniu przez grupę czterech demo, Patton skorzystał z popularności, którą dawała mu pozycja wokalisty grupy tak znanej jak Faith No More (od 1988 roku), i postanowił kontynuować projekt Mr. Bungle równolegle. Warner podpisało kontrakt z grupą, Mr. Bungle był pierwszym z jej trzech albumów.
Teksty autorstwa Pattona są bardzo humorystyczne i momentami wulgarne, podczas gdy muzycznie grupa korzysta z wielu różnych stylistyk, mieszając je ze sobą często w jednym i tym samym utworze. Ekstremalny eklektyzm i teksty były powodem krytyki ze strony niektórych recenzentów.

## Muzycy
- Vlad Drac (Mike Patton) - śpiew
- Heifetz (Danny Heifetz) - perkusja
- Scummy (Trey Spruance) - gitara elektryczna
- Trevor Roy Dunn (Trevor Dunn) - gitara basowa
- Bär (Clinton McKinnon) - saksofon tenorowy
- Theobald Brooks Lengyel (Theo Lengyel) - saksofon altowy, saksofon barytonowy

gościnnie
- David Shea - gramofony
- Yeesus Krist, Maximum Bob, Kahli, Jennifer - chórki